# Traumatismo esplénico contuso
El traumatismo esplénico contuso ocurre cuando un impacto significante en el bazo desde alguna fuente externa (por ejemplo, un accidente automovilístico) daña o rompe el bazo.
El tratamiento varía dependiendo de la gravedad, pero a menudo consiste en embolia o esplenectomía.

## Causa
El traumatismo esplénico contuso ocurre con mayor frecuencia en las víctimas de accidentes automovilísticos, en el cual es una causa principal de hemorragia interna. Sin embargo, cualquier tipo de impacto mayor dirigido al bazo puede causar traumatismo esplénico. Esto puede ocurrir en accidentes en bicicleta, cuando el manillar es forzado en el margen subcostal izquierdo, y en el bazo. El grado de lesión varía desde el hematoma subcapsular hasta la ruptura esplénica.

## Preocupaciones médicas
La principal preocupación en cualquier traumatismo esplénico contuso es la hemorragia interna, aunque la cantidad exacta de hemorragia puede ser pequeña o grande, dependiendo de la naturaleza y el grado de la lesión. Las lesiones pequeñas o menores a menudo se curan espontáneamente, especialmente en niños. Las grandes hemorragias de amplias lesiones, a menudo causan un shock hemorrágico. Un hematoma esplénico a veces se rompe, generalmente en los primeros días, aunque la ruptura puede ocurrir de horas a incluso meses después de la lesión.

## Signos y síntomas
El síntoma primario, la hemorragia, se presenta de manera diferente dependiendo del grado de lesión, con los síntomas de hemorragia mayor, shock, dolor abdominal y distensión siendo clínicamente evidente. La hemorragia menor suele presentarse como dolor en el cuadrante superior izquierdo. Los pacientes con dolor inexplicable en el cuadrante superior izquierdo, particularmente si hay evidencia de hipovolemia o shock, generalmente se preguntan sobre cualquier trauma reciente.

## Diagnóstico
El diagnóstico es confirmado con una TC o ultrasonido de cabecera para pacientes menos estables. La laparotomía exploratoria raramente se utiliza, aunque puede ser benéfica en pacientes con hemorragia particularmente grave. Se creó un conjunto de criterios de clasificación de TC para identificar la necesidad de intervención (cirugía o embolización) en pacientes con lesión esplénica. Los criterios se establecieron utilizando 20 tomografías computarizadas de una base de datos de pacientes hemodinámicamente estables con lesión esplénica contundente. Estos criterios luego fueron validados en 56 pacientes consecutivos retrospectivamente y parecen predecir con fiabilidad la necesidad de manejo invasivo en pacientes con lesión contundente del bazo (sensibilidad del 100%, especificidad 88%, precisión general del 93%).
El estudio sugirió que los siguientes tres hallazgos de TC se correlacionan con la necesidad de intervención:
1. La desvascularización o laceración que involucra el 50% o más del parénquima esplénico.
2. Rubor contraste de más de un centímetro de diámetro (extravasación activa de IV contraste o formación de pseudoaneurisma).
3. Un hemoperitoneo grande.[1]

## Tratamiento
Tradicionalmente el tratamiento ha sido la esplenectomía. Sin embargo, se evita la esplenectomía si es posible, particularmente en niños, para evitar la susceptibilidad permanente resultante a las infecciones bacterianas. La mayoría de las laceraciones pequeñas y de tamaño moderado en pacientes estables (en particular los niños) se administran con observación en el hospital y, en ocasiones, transfusión en lugar de cirugía. La embolización, el bloqueo de los vasos hemorrágicos, es un tratamiento nuevo y menos invasivo. Cuando la cirugía es necesaria, el bazo puede ser reparado quirúrgicamente en algunos casos, pero la esplenectomía sigue siendo el tratamiento quirúrgico primario, y tiene la mayor tasa de éxito de todos los tratamientos.